# Mysateles gundlachi
Mysateles garridoi је врста глодара из породице хутија (лат. Capromyidae). 

## Распрострањење
Куба је једино познато природно станиште врсте.

## Станиште
Врста Mysateles gundlachi има станиште на копну.

## Угроженост
Ова врста се сматра угроженом.

### Популациони тренд
Популација ове врсте се смањује, судећи по расположивим подацима.